# المفرج بن دغفل
المفرج بن دغفل، (؟ - تقريبا 1135) (؟ - تقريبا 530 هـ) هو فضل بن ربيعة بن حازم بن علي بن مفرج بن دغفل بن جراح، من طيء: رأس «آل فضل» أمراء بادية الشام في عهد سلطنة المماليك بمصر والشام، وإليه نسبتهم على الأرجح. وقيل في نسبه: إنه «فضل بن بدر بن ربيعة بن عليّ بن مفرج بن بدر بن سالم بن حصة بن بدر ابن سميع» ويقال: إن سميعاً هذا هو الذي ولدته العبّاسة أخت هارون الرشيد من جعفر بن يحيى البرمكي. وقد استنكر ابن خلدون هذا، وقال: «حاشى لله من هذه المقالة في الرشيد وأخته، وفي انتساب كبراء العرب من طيِّئ إلى موالي العجم من بني برمك !» وكان فضل من بيت إمارة، أنشأها جده مفرج بن دغفل بن جراح في البلقاء وجوار القدس، أيام الفاطميين، وكانت له مدينة الرملة - إقطاعاً - بفلسطين، ومات سنة 404 هـ. وآل الأمر بعد زمن إلى «فضل» هذا، فكان تابعاً لخلفاء مصر، وصانع الإفرنج، فطرده أتابك دمشق من بادية الشام، فرحل بعربه إلى جوار الموصل، واتصل بصاحبها قرواش بن شرف الدولة مسلم بن قريش حوالي سنة 500 هـ. وزار بغداد فنزل بها في دار الأمير صدقة بن مزيد. ولما انتقض صدقة على حكومة العراق أظهر «فضل» رغبته بالخروج لمطاردته، وخرج من بغداد فعبر إلى الأنبار، مبتعداً عن الفتنة ولم يرجع بعدها.
وقد انتبه إلى أوصاف ومواهب جيش بن الصمصامة، في القاهرة رئيس القصر، برجوان الذي كان شخصية قوية في حينه، وعيّن الكثير من التعيينات العسكرية والسياسية، وكانت له حظوة عند الحاكم بأمر الله (عبد الله عنان ص 93).
وعن السنوات الأخيرة في حياة جيش، يكتب المؤرخ محمد عبد الله عنان، في كتابه الحاكم بأمر الله وسنوات الدعوة الفاطمية 176 :"في سنة 388 اضطرمت الثورة في صور، بزعامة بحار بن عامر يدعى العلاقة، فقبض على زمام الحكم فيها، وضرب السكة بأسمه. وثار بالرملة في نفس الوقت زعيمها، مفرج بان دغفل الجرّاح، فأرسل برجوان إلى فلسطين، جيشاً ضخما، بقيادة جيش بن الصمصامة، وكان جيش جنديا جريئا من زعماء كتامة، الذي التفوا حول برجوان، يستأثرون بمعظم مناصب الولاية والقيادة، فسار جيش إلى الرملة، واستولى وأخضع ثوارها، وطارد مفرج بن دغفل وقواته، حتى أذعن الثائر لطلب الآمان والصلح، فعفا عنه وأمّنه.